# Auguste Boutan
Pour les articles homonymes, voir Boutan.
 (décembre 2018).
Auguste Boutan, né le 29 janvier 1867 à Paris 6e et mort le 2 avril 1962 à Lectoure, est un ingénieur français, inventeur d'un scaphandre autonome utilisé par la Marine française. Il collabora avec son frère Louis Boutan, biologiste et pionnier de la photographie sous-marine.

## Biographie
Auguste Boutan est le fils d'Augustin Boutan, professeur et inspecteur général de l'instruction publique. Il accompagne et collabore avec son frère aîné, Louis, dans ses recherches sur la photographie sous-marine et l'utilisation des scaphandres. Il fait des études à l'École Centrale Paris (Promotion 1890), et devient directeur de la Société du Gaz de Lyon.
En 1892, Louis Boutan décide de photographier la vie sous-marine. Il fait construire en 1893 avec son frère Auguste une boîte étanche pour un appareil de type Détective à 6 plaques de 9 cm x 12 cm, avec lequel il prend plusieurs clichés en pose entre 3,5 et 11 m de fond. Encouragé par ces premiers résultats il fait construire ensuite un gros appareil amphibie à plaques de 18 x 24 cm et muni d'un objectif plus lumineux avec lequel il prend des photos instantanées. Il compense parfois l'absorption de la lumière solaire en profondeur avec un flash où un fil de magnésium brûle dans de l'oxygène, avec un temps de pose inférieur à la seconde. Il prendra enfin une photo télécommandée à l'aide d'un électroaimant et de deux arcs électriques étanches, en instantané à 50 m de profondeur.
En 1914, il est mobilisé comme lieutenant de réserve au parc d'artillerie de Lyon, où il est chargé de superviser la fabrication des obus.
Il a l'occasion de rencontrer son compatriote, avec qui il a des liens de parenté, l'amiral Auguste Boué de Lapeyrère, commandant les forces navales en Méditerranée. Dans ses conversations, l'amiral fait état de son problème avec la flotte autrichienne dont les bâtiments sur la côte dalmate ne peuvent pas être attaqués par l'artillerie. Auguste Boutan propose alors l'idée d'envoyer des plongeurs pour poser des mines sur les navires ennemis. Il faut pour cela des scaphandres autonomes ne relâchant pas les bulles d'air vicié qui peuvent les faire repérer ; et d'autre part un moyen pour amener les plongeurs jusqu'à leur objectif. Il travaille avec Louis à la conception d'un scaphandre fonctionnant en circuit fermé, l'air respiré étant recyclé et purifié, donc sans relâcher d'air à l'extérieur (c'est un recycleur). Il s'agit d'un scaphandre de type pied-lourd dont seul le système d'alimentation en air est modifié. Ils imaginent aussi un sous-marin de poche qui, lancé depuis un sous-marin conventionnel, pourra transporter le plongeur et sa mine jusqu'à l'objectif. 
Le projet de sous-marin de poche est refusé par le ministère, mais le scaphandre est adopté et fabriqué. Les sous-marins construits à partir de ce moment comportent un sas par lequel des plongeurs peuvent quitter le submersible en plongée. Les sous-marins de poche seront réalisés au cours de la Seconde Guerre mondiale par les marines britannique et italienne. Pour couper court aux lenteurs administratives, les frères Boutan font don à l'État de leurs travaux. Louis, non mobilisé en raison de son âge, se voit décerner la Légion d'honneur par le ministère de l'Instruction publique.
Les inventions des frères Boutan sont maintenues sous le secret d'État, ce qui explique leur peu de notoriété. Bien que le scaphandre ait été réalisé par les deux, et avec les compétences techniques d'Auguste, c'est Louis qui en est généralement crédité de par sa notoriété dans le domaine sous-marin. Le scaphandre fut peu utilisé car demandant une formation poussée de ses utilisateurs, ce qui posait problème en temps de guerre. Par ailleurs, l'autonomie présente peu d'avantages significatifs par rapport à un scaphandre traditionnel, en l'absence d'un matériel de transport du plongeur selon les projets initiaux. En 1947, un petit-fils d'Auguste Boutan, élève de l'École navale, s'étonne même que les scaphandres encore utilisés dans la Marine sont dénommés scaphandre Boutan, ignorant que son grand-père en est l'inventeur.
Après la guerre, Auguste Boutan reprend son poste à la société du Gaz de Lyon, puis prend la direction de la Société du Gaz de Paris. Il est aussi administrateur de plusieurs sociétés, dont les crayons Conté. À la retraite, il se fixe à Lectoure où il meurt à 95 ans.

## Distinctions
- Chevalier de la Légion d'honneur (31 aout 1916)[3]